# Campionato Italiano Football Americano Femminile 2014
La stagione 2014 del Campionato CIFAF, è la 2ª edizione del campionato di Football Americano femminile organizzato sotto l'egida della FIDAF.
Il torneo inizierà il Weekend del 3/4 maggio 2014, e terminerà il 5 luglio 2014 con la disputa del II Rose Bowl Italia, al "Mike Wyatt Field" di Ferrara.
Al campionato quest'anno partecipano 7 squadre, divise in 2 gironi. Le qualificate ai Playoff saranno le prime due di ogni girone.

## Team iscritti
1. Fenici Ferrara
2. Lobsters Pescara
3. Le Marines Lazio
4. Neptunes Bologna
5. Nyx Cernusco
6. Red Rogues Sarzana
7. Sirene Milano

## Gironi

### Girone Nord
| Pos. | Team               | %V    | G | V | P | PF  | PS  |
| ---- | ------------------ | ----- | - | - | - | --- | --- |
| 1    | Fenici Ferrara     | 1.000 | 3 | 3 | 0 | 98  | 22  |
| 2    | Sirene Milano      | 0.667 | 3 | 2 | 1 | 110 | 71  |
| 3    | Red Rogues Sarzana | 0.333 | 3 | 1 | 2 | 43  | 65  |
| 4    | Nyx Cernusco       | .000  | 3 | 0 | 3 | 56  | 149 |

### Girone Sud
| Pos. | Team             | %V    | G | V | P | PF | PS |
| ---- | ---------------- | ----- | - | - | - | -- | -- |
| 1    | Neptunes Bologna | 1.000 | 2 | 2 | 0 | 49 | 12 |
| 2    | Le Marines Lazio | .500  | 2 | 1 | 1 | 49 | 48 |
| 3    | Lobsters Pescara | .000  | 2 | 0 | 2 | 37 | 75 |

## Calendario

### Stagione regolare

#### 1ª giornata
| Cernusco sul Naviglio 3 maggio 2014, ore 20:45 | Nyx Cernusco | 6 – 46 (0-0 0-27 6-12 0-7) | Fenici Ferrara | C.S. "Gaetano Scirea" |

| Bologna 4 maggio 2014, ore 15:00 | Neptunes Bologna | 23 – 0 (14-0 9-0 0-0 0-0) | Le Marines Lazio | C.S. "Dozza" |

| Milano 4 maggio 2014, ore 15:30 | Sirene Milano | 20 – 14 (8-7 7-7 0-0 6-0) | Red Rogues Sarzana | Velodromo Maspes-Vigorelli |

#### 2ª giornata
| Ferrara 18 maggio 2014, ore 16:30 | Fenici Ferrara | 26 – 14 (14-6 6-0 6-8 0-0) | Sirene Milano | Mike Wyatt Field |

| Beverino 24 maggio 2014, ore 20:00 | Red Rogues Sarzana | 27 – 19 (6-0 14-13 0-0 7-6) | Nyx Cernusco | C.S. "Rino Colombo" |

| Roma 18 maggio 2014, ore 17:00 | Le Marines Lazio | 49 – 25 (18-12 6-7 12-0 13-6) | Lobsters Pescara | C.S. "Maurizio Melli" |

#### 3ª giornata
| Montesilvano 1º giugno 2014, ore 15:00 | Lobsters Pescara | 12 – 26 (0-6 12-6 0-0 0-14) | Neptunes Bologna | C.S. Comunale "G. Speziale" |

| Milano 1º giugno 2014, ore 15:10 | Red Rogues Sarzana | 2 – 26 (0-6 0-6 2-0 0-13) | Fenici Ferrara | Velodromo Maspes-Vigorelli |

| Milano 1º giugno 2014, ore 18:45 | Sirene Milano | 76 – 31 (14-18 50-6 6-0 6-7) | Nyx Cernusco | Velodromo Maspes-Vigorelli |

### Playoff

#### Tabellone
|  | Semifinali       | Semifinali       | Semifinali       |                  |                | II° Rose Bowl Italia | II° Rose Bowl Italia | II° Rose Bowl Italia |  |
|  |                  |                  |                  |                  |                |                      |                      |                      |  |
|  | Fenici Ferrara   | Fenici Ferrara   | 32               |                  |                |                      |                      |                      |  |
|  | Fenici Ferrara   | Fenici Ferrara   | 32               |                  |                |                      |                      |                      |  |
|  | Le Marines Lazio | Le Marines Lazio | 18               |                  |                |                      |                      |                      |  |
|  | Le Marines Lazio | Le Marines Lazio | 18               |                  | Fenici Ferrara | Fenici Ferrara       | 32                   |                      |  |
|  |                  |                  |                  |                  | Fenici Ferrara | Fenici Ferrara       | 32                   |                      |  |
|  |                  |                  | Neptunes Bologna | Neptunes Bologna | 13             |                      |                      |                      |  |
|  | Sirene Milano    | Sirene Milano    | Neptunes Bologna | Neptunes Bologna | 13             | 18                   |                      |                      |  |
|  | Sirene Milano    | Sirene Milano    |                  |                  |                |                      |                      |                      |  |
|  | Neptunes Bologna | Neptunes Bologna | 19               |                  |                |                      |                      |                      |  |

#### Semifinali
| Ferrara 15 giugno 2014, ore 15:00 | Fenici Ferrara | 32 – 18 (12-12 6-6 0-0 14-0) | Le Marines Lazio | Mike Wyatt Field |

| Ferrara 15 giugno 2014, ore 17:30 | Neptunes Bologna | 19 – 18 (d.t.s.) (0-0 6-6 6-0 0-6 7-6) | Sirene Milano | Mike Wyatt Field |

#### II Rose Bowl Italia
| Ferrara 5 luglio 2014, ore 18:00 | Fenici Ferrara | 32 – 13 (7-0 6-13 6-0 13-0) | Neptunes Bologna | Mike Wyatt Field |